# Stjepan Pavletić - Beli Konj
Stjepan Pavletić, zvani »Beli Konj« (Karlovac, 1942. – Zagreb, 17. veljače 2021.), bio je sportski novinar, suradnik Udbe i kontroverzni poduzetnik.

## Životopis
Rođen je u Karlovcu, gdje je završio osnovnu i srednju školu, bavio se atletikom i zaposlio u uredništvu Karlovačkog tjednika, gdje radi kao športski novinar. Ipak, Pavletić napušta Karlovac i odlazi na privremeni rad u Švicarsku, potom i Njemačku, gdje je navodno imao dva noćna kluba. Odlaskom u inozemstvo počeo je i svoju kriminalnu karijeru baveći se klasičnim kriminalom, kockanjem, prevarama, krađama i preprodajom droge. 
Bivši politički emigrant i publicist, Bože Vukušić, tvrdi kako je Pavletić već početkom 1970-ih počeo raditi kao tajni suradnik Službe državne sigurnosti (SDS-a) RSUP-a za Karlovac, pod pseudonimom »Labud«, za praćenje hrvatske političke emigracije. Naime, Pavletićeva se suradnja s SDS-om posebno aktivirala nakon bijega Franje Mikulića iz Jugoslavije, bivšeg načelnika općine Jastrebarsko i člana Centralnog komiteta Saveza komunista Hrvatske, koji je nakon sloma hrvatskog proljeća bio osuđen na zatvorsku kaznu, da bi po izlasku iz zatvora, pobjegao iz Jugoslavije, te se u dogovoru s Brunom Bušićem učlanio u krovnu emigrantsku organizaciju Hrvatsko narodno vijeće (dalje: HNV), da bi potom bio izabran za predsjednika Sabora HNV-a. 
Nakon što se Pavletić izvršavajući naloge karlovačkog SDS-a uspio približiti Mikuliću, tako što je postigao njegovo povjerenje, Pavletić ga je 3. kolovoza 1979. godine nagovorio na „izlet“ u francuski Metz. Naime, Pavletiću i Mikuliću su se tijekom vožnje automobilom pridružile dvije ženske osobe porijeklom iz socijalističke Jugoslavije, te je jedna od njih pokušala morfijem omamiti Mikulića, kako bi ga oteli i tako odveli natrag u Jugoslaviju, no Mikulić je spas našao iskočivši iz jurećeg automobila, pritom zadobivši ozljedu glave te ga je onesviještenog pronašla francuska policija na dojavu prolaznika. Nakon takve neuspjele otmice, Mikulića je ipak 1983. u Njemačkoj likvidirao nepoznati počinitelj, da bi s druge strane od Pavletića zbog neuspjele akcije otmice Mikulića iz 1979., karlovački SDS ipak otklonio aktivnu suradnju te se on tijekom 1980-ih koristio lažnim imenom Marin Radić. Po raspadu Jugoslavije i izbijanjem Domovinskog rata vraća se u Hrvatsku, gdje se sumnjičio kako se navodno bavio krijumčarenjem kokaina i svodništvom.
Umro je tijekom izdržavanja mjere istražnog zatvora, 17. veljače 2021., u Zagrebu. 